# Rajaa Alsanea
Rajaa Alsanea (in arabo رجاء الصانع‎?; Riyad, 11 settembre 1981) è una scrittrice saudita, seconda di due figlie, cresciuta a Riyad in una famiglia di medici dentisti.

## Biografia
Nel 2005 si è laureata in odontoiatria presso la King Saud University in Arabia Saudita e per tutto il 2005 e il 2006 ha prestato tirocinio presso tre ospedali sauditi, King Khalid University Hospital, National Guard Hospital e il King Faisal Specialist Hospital.
È diventata famosa grazie al suo primo romanzo Ragazze di Riad (Banat al-Riyadh), pubblicato nel 2005 in Libano e in seguito nel 2008 in Italia.